# Hickelia
Hickelia es un género de plantas herbáceas perteneciente a la familia de las poáceas. Es originario de Madagascar.
Etimología
Hickelia: nombre genérico otorgado en honor del botánico francés Paul Robert Hickel (1865 - 1935) 

## Especies seleccionadas
- Hickelia africana S. Dransf.
- Hickelia alaotrensis A. Camus
- Hickelia madagascariensis A. Camus
- Hickelia perrieri (A. Camus) S. Dransf.